# Pseudonemophas versteegii
Pseudonemophas versteegii är en skalbaggsart som först beskrevs av Conrad Ritsema 1881. Pseudonemophas versteegii ingår i släktet Pseudonemophas och familjen långhorningar.
Artens utbredningsområde är:
- Laos.
- Myanmar.

Inga underarter finns listade i Catalogue of Life.